# You Have 0 Friends
"You Have 0 Friends" is de vierde aflevering van het veertiende seizoen van de geanimeerde televisieserie South Park, en de 199e aflevering van de hele serie. Deze werd voor het eerst uitgezonden in de Verenigde Staten op 7 april 2010 op Comedy Central. De aflevering bevat parodieën op de Disney-film Tron, waarbij Stan de rol speelt van Kevin Flynn. Ook bevat de aflevering parodieën op de CNBC-serie Mad Money en het internetmedium Chatroulette, een website waarop je mensen kunt ontmoeten met een webcam. "You Have No Friends" werd door recensenten over het algemeen positief ontvangen.

## Plot
Kyle, Cartman en Kenny verrassen Stan door een Facebook-profiel voor hem aan te maken. Stan protesteert ertegen, hij zegt dat hij niet in Facebook 'gezogen' wil worden. Cartman waarschuwt Stan dat als hij geen vrienden toevoegt aan zijn profiel, hij net zo wordt als een medeleerling, Kip Drordy, die zijn profiel al een half jaar heeft maar nog steeds geen Facebook-vrienden heeft. Kyle vindt dit zielig voor Kip, en voegt hem toe, tot grote vreugde van Kip. Kip vertelt zijn ouders meteen over zijn nieuwe 'vriend'. Zij zijn blij voor hem, en geven hem toestemming om met Kyle om te gaan, wat voor Kip betekent met zijn computer naar de film gaan en Kyle's virtuele boerderij bezoeken. De ouders van Kip weten niet dat Kip alleen maar met Kyle chat, en denken dat Kyle op een echte boerderij leeft.
Stan begint met het gebruiken van zijn profiel wanneer zijn vader hem herhaaldelijk vraagt zijn vriend te worden op Facebook. Ondertussen ziet Kyle dat zijn aantal vrienden enorm daalt. Cartman begint een eigen podcast, genaamd Mad Friends, waarbij hij beweert dat mensen Kyle verwijderen omdat hij vrienden is geworden met Kip Drordy. Stan ontdekt snel dat hij zijn profiel kan aanpassen met typische Facebook-dingen, zoals zijn relatie-status wijzigen in 'in een relatie' omdat zijn vriendin Wendy hem er op aanspreekt. Stan ergert zich aan zulke dingen. Uiteindelijk als Stan 845.000 vrienden op zijn profiel heeft, is het genoeg. Stan verwijdert zijn profiel. Althans, dat probeert hij. Facebook laat dit namelijk niet toe, en Stan wordt letterlijk Facebook in gezogen en komt in een virtuele wereld terecht via zijn webcam. Hier ontmoet hij andere "profiles", of profielen van iedereen die hij kent op Facebook. Hij wordt naar de Spel Arena gebracht, en gedwongen yahtzee te spelen tot het vermaak van anderen. Stan ontsnapt en gaat naar Kyle's FarmVille-boerderij.
Kyle gaat ondertussen naar Cartman voor advies om zijn aantal vrienden op te krikken. Cartman zegt dat hij Kip moet verwijderen. Dit vindt Kyle zielig voor Kip, en doet het dus niet. Dan stelt Cartman Chatroulette voor, dit moet de perfecte plek zijn om mensen te ontmoeten omdat de mensen daar nog nooit van Kip Drordy gehoord hebben. Volgens Cartman is Chatroulette een geweldige plek ontworpen voor mensen die hun ideeën willen delen met de rest van de wereld. Op Chatroulette vinden ze veel mannen die masturberen voor hun webcam. Uiteindelijk ontmoeten ze een andere Joodse jongen, die Kyle toevoegt op Facebook. Uiteindelijk verwijdert hij Kyle ook omdat hij Kip in zijn vriendenlijst heeft.
Als Kyle Stan op zijn computerscherm ziet, vertelt Kyle tegen Stan dat hij volgens zijn profielpagina een online chat feest houdt in Café World. Stan ziet het virtuele beeld van hem, zijn profiel, en moet weer gedwongen yahtzee spelen tegen hem als laatste gevecht. Stan wint meteen en verslaat zijn profiel. Zijn profiel is eindelijk verwijderd. Stan komt weer terug in de echte wereld waar hij tegen zijn vader vertelt dat zijn profiel weg is, nadat hij het heeft moeten verslaan, en zijn vrienden ergens anders heen gestuurd zijn.
Kyle verwijdert Kip uiteindelijk wel zodat hij meer vrienden zou krijgen. Kip is er heel erg verdrietig over, maar dan krijgt hij plotseling Stans ex-vrienden en heeft er dan 845.323.